# 함평 대덕리 고양고분군
함평 대덕리 고양고분군(咸平 大德里 高良古墳群)은 대한민국 전라남도 함평군 함평읍 대덕리에 있는 고분군이다. 2001년 9월 27일 전라남도의 문화재자료 제231호로 지정되었다.

## 개요
고양 마을 서쪽에 있는 중봉(해발 134.5m)은 남동쪽으로 내려오면서 해발 99m의 산을 형성하고 점차 낮아지는데 해발 50m 정도까지는 비교적 급경사를 이루고 그 이하로는 완경사를 이루고 있다. 남동쪽으로 진행하는 구릉은 해발 25m 정도부터 북동쪽으로 내려오는데 이 구릉의 능선상에 2기의 고분이 위치하고 있다. 1호분은 구릉이 점차 높아져 정상을 이루는 해발 30m 부근에 위치한다. 2호분은 1호분에서 북동북쪽으로 150m 정도 떨어진 지점에 있는데 점차 낮아지던 구릉이 다시 올라가면서 형성된 구릉 말단부의 정상에 해당한다. 2기의 고분은 평지쪽으로 돌출한 구릉에 위치하는데 함평천유역의 충적평지를 조망하기에 가장 좋은 지점에 해당한다.
1호분과 2호분은 각각 큰 동산과 작은 동산으로 불리는데 1호분은 구릉 중간의 가장 높은 곳에 위치하고 2호분은 구릉 말단부에 있다.
1호분은 분구의 남쪽과 동쪽 끝자락에 각각 2기의 민묘가 조성되면서 분형이 약간 변형되었고 분구 정상에는 도굴갱으로 보이는 함몰부가 있다. 분형은 원형이며 규모는 주변 지형을 이용하여 축조하였기 때문에 분구 끝자락이 확실하지 않아 추정하기 어렵지만 대체로 직경 20m 내외, 높이 2m 내외로 판단된다.
2호분은 분구 정상부에 민묘가 조성되어 있으며, 그 주변에는 석실의 석재로 보이는 판석이 노출되어 있다. 분구는 비교적 잘 남아있지만 남동쪽과 북서쪽 자락에 민묘가 조성되면서 약간 변형되었다. 분구의 평면형태는 원형이며 규모는 직경 27m 내외, 높이 4m 내외이고 분정에는 직경 12m 내외의 평탄부가 형성되어 있다.

## 참고 자료
- 함평대덕리고양고분군 - 국가유산청 국가유산포털